# Лашкар-е-Джангви
Лашкар-е-Джангви (ЛеДж; урду لشکر جھنگوی‎) букв. «Армия Джангви» — суннитская, деобандистская, антишиитская, джихадистская группировка, базирующаяся в Афганистане. Организация действует в Пакистане и Афганистане, и является ответвлением антишиитской партии «Сипах-е-Сахаба Пакистан». ЛеДж был основан бывшими активистами ССП Риазом Басрой, Маликом Исхаком, Акрамом Лахори и Гуламом Расулом Шахом..
ЛeДж взял на себя ответственность за различные нападения на шиитскую общину Пакистана, включая многочисленные взрывы, в результате которых погибло более 200 шиитов-хазарейцев в Кветте в 2013 году. Также группировка была связана с нападением на кладбище Моминпура в 1998 году, похищением Дэниела Перла в 2002 году и нападение на команду Шри-Ланки по крикету в 2009 году. Группировка ЛeДж, состоящая преимущественно из панджабцев, была названа сотрудниками пакистанской разведки одной из самых опасных террористических организаций страны.
Басра, первый эмир ЛеДж, был убит в столкновении с полицией в 2002 году. Его сменил Малик Исхак, который также был убит вместе с Гуламом Расулом Шахом в столкновении в Музаффаргархе в 2015 году. Группировка была запрещена властями Пакистана в августе 2001 года. ЛеДж остается активным и признан террористической организацией Австралей, Канадой, Пакистаном, Великобританией, США и ООН.

## Создание
Басра вместе с Акрамом Лахори и Маликом Исхаком отделилась от Сипах-е-Сахаба и в 1996 году сформировала Лашкар-е-Джангви. Вновь сформированная группа получила свое название от имени суннитского священнослужителя Хак Наваза Джангви, одного из основателей ССП, который руководил насилием против шиитов в 1980-х годах. Основатели ЛеДж считали, что ССП отклонилась от идеалов Джангви. Сам Джангви был убит в результате нападения шиитских боевиков в 1990 году. Малик Исхак был освобожден через 14 лет Верховным судом Пакистана 14 июля 2011 года после того, как суд снял с него 34 из 44 обвинений, включая обвинение в убийстве около 100 человек. В 2013 году Исхак опять был арестован в своем доме в Рахимъяр-Хан провинции Пенджаб.

## Деятельность
Первоначально, большинство атак группировки были направлены против шиитской общины Пакистана. Также они взяли на себя ответственность за убийство в 1997 году четырёх американских нефтяников в Карачи. Лашкар-е-Джангви пытался убить премьер-министра Пакистана Наваза Шарифа в 1999 году. Сам Басра был убит в перестрелке с полицией в 2002 году, после неудачного нападения на шиитское поселение в окрестностях Мултана.
- В апреле 1999 года был убит халиф Ахмадийской мусульманской общины, племянник Мирзы Тахира Ахмада. Нападение часто связывают с Лашкар-е-Джангви[29].
- В марте 2002 года члены ЛеДж взорвали автобус, в результате чего погибли 15 человек, в том числе 11 граждан Франции[30].
- 17 марта 2002 года в 11:00 два члена Лашкар-е-Джангви взорвали Международную протестантскую церковь в Исламабаде во время церковной службы. Погибли пять человек: две американки, две пакистанки и афганец. Пострадал 41 человек, в том числе 27 иностранцев. В июле 2002 года пакистанская полиция убила одного из предполагаемых преступников и арестовала четырёх членов Лашкар-е-Джангви. Члены ЛеДж признались в убийствах и заявили, что нападение было совершено в отместку за вторжение США в Афганистан.
- Министерство внутренних дел Пакистана заявило, что террорист-смертник, участвовавший в убийстве Беназир Бхутто[31], в котором также погибли 23 человека, был членом Лашкар-е-Джангви[31].
- Власти полагают, что Мохаммед Акил, член ЛеДж, был организатором нападения на национальную сборную Шри-Ланки по крикету в марте 2009 года[32].
- Лашкар-е-Джангви взяла на себя ответственность за убийство 16 июня 2011 года известного пакистанского боксёра Абрара Хусейна в Кветте[33].
- ЛеДж взяла на себя ответственность за убийство 26 паломников-шиитов 20 сентября 2011 года в районе Мастунг в Белуджистане. Паломники ехали на автобусе в Иран[34][35]. Кроме того, ещё двое были убиты в результате последующего нападения на автомобиль, который ехал, чтобы спасти выживших после нападения на автобусе.
- Президент Афганистана Хамид Карзай обвинил ЛеДж во взрыве бомбы, в результате которого 6 декабря 2011 года в храме Абу Фазал в районе Мурад Хане в Кабуле погибло 59 человек. Большинство погибших были паломниками, отмечающими Ашура, главный шиитский религиозный праздник[36][37].
- Лашкар-е-Джангви взяла на себя ответственность за 13 погибших в результате жестокого нападения на паломников-шиитов[38] в Кветте 28 июня: по меньшей мере 13 человек, в том числе две женщины и полицейский, были убиты и более 20 ранены в результате взрыва бомбы в автобусе, в котором в основном находились паломники-шииты, возвращавшиеся из Ирана. Большинство паломников принадлежали к хазарейской общине.
- Взяла на себя ответственность за теракты в Пакистане в январе 2013 года, в результате которых погибли 125 человек[39].
- Взяла на себя ответственность за теракты в Кветте в феврале 2013 года, в результате чего был убит 81 и ранены 178 человек, в основном шииты[40].
- Взяла на себя ответственность за теракты в Кветте 15 июня 2013 года[41].
- Взяла на себя ответственность за попытку взрыва школы в январе 2014 года, в результате которой погиб один из её учеников[42].
- Взяла на себя ответственность за взрыв в январе 2014 года в Мастунге, в результате чего погибли 28 хазарейцев[43][44].
- Заявила об ответственности за убийство пакистанского политика Шуджи Ханзаде в августе 2015 года[45].
- Взяла на себя ответственность за нападение на учебный центр полиции Кветта, Пакистан в октябре 2016 года, в результате которого погиб по меньшей мере 61 человек, включая курсантов и армейских офицеров.

## Штаб-квартира
Официальные лица из провинции Забуль утверждают, что у Лашкар-е-Джангви есть база на юге Афганистана. В начале 2016 года лидер «Лашкар-е-Джангви» Юсуф Мансур Хорасани пережил нападение в этом регионе.

## Связи с другими группировками
ЛеДж имеет связи с Талибаном, Исламским движением Узбекистана, Сипах-е-Сахаба, Аль-Каидой и Джунуд Аллахом. Расследование показало, что Аль-Каида принимала участие в тренировках боевиков ЛеДж.
После смерти Риаза Басры в мае 2002 года связи между «Аль-Каидой» и ЛеДж, похоже, прекратилась.

## Признание террористической организацией
Правительство Пакистана объявило ЛеДж террористической организацией в августе 2001 года, а США классифицировали её как иностранную террористическую организацию в соответствии с законодательством США в январе 2003 года. В результате счета группировки заблокированы во всем мире правительством США.